# Тотова (Њу Џерзи)
Тотова (енгл. Totowa) град је у америчкој савезној држави Њу Џерзи.

## Демографија
По попису из 2010. године број становника је 10.804, што је 912 (9,2%) становника више него 2000. године.
| Група             | 2000.         | 2010.         |
| Белци             | 8.822 (89,2%) | 8.249 (76,4%) |
| Афроамериканци    | 111 (1,1%)    | 248 (2,3%)    |
| Азијати           | 224 (2,3%)    | 640 (5,9%)    |
| Хиспаноамериканци | 630 (6,4%)    | 1.550 (14,3%) |
| Укупно            | 9.892         | 10.804        |